# رئيس صوري
الرئيس الصوري في السياسة هو الشخص الذي يبدو بحكم القانون أنه يحمل لقبًا أو يتولى منصبًا مهمًا وغالبًا ما يكون قويًا للغاية، ولكن بحكم الأمر الواقع يمارس القليل من القوة الفعلية أو لا يمارسها على الإطلاق. هذا يعني عادة أنه رأس دولة لكن ليس رئيس حكومة.